# Лікстанов Йосиф Ісаакович
Йосип Ісаакович Лікстанов (1900–1955) — російський радянський дитячий письменник українського походження, лауреат Сталінської премії третього ступеня (1948).

## Народження та навчання
Народився 1 серпня 1900 року в місті Суми в родині кравця. Його батько помер, коли Йосипу було менше року.
Незадовго до революції закінчив вище початкове училище і вступив до Сумського комерційного училища, але навчанню завадили події 1917 року. Лікстанов стає журналістом і в роки громадянської війни працює в газетах «Червона зірка», «Комуна» та «Комуніст».

## Трудова діяльність
10 років працював моряком-газетярем в Одесі, Севастополі, Маріуполі та Ленінграді. В цей час почав писати перші морські оповідання.

## Творчість
У 1930 році — переїздить на Урал, де 18 років працює в газеті «Уральський робітник». Саме в цей час були написані основні книги.
Й. І. Лікстанов помер 11 вересня 1955 року в Свердловську. Похований на Іванівському кладовищі.

## Літературні твори
- «Красные флажки», повість. Свердловськ, 1943 — наступні видання під назвою «Пригоди юнги»
- «Приключения юнги» — М.-Л., 1944
- «Приключения юнги» — Горький, 1947
- «Малышок»., повість — М.-Л., 1947
- «Малышок»., повість — М.-Л., 1948
- «Снайперы молотка», уривок з повісті «Малышок». — М.-Л., 1948
- «Малышок». — Свердловськ, 1948
- «Приключения юнги» — М.-Л., 1949
- «Малышок». — Рига, 1949
- «Малышок». — Саратов, 1949
- «Малышок». — Хабаровськ, 1949
- «Малышок». — Петрозаводськ, 1949
- «Малышок». — Челябинськ, 1949
- «Малышок». — Омськ, 1949
- «Малышок». — Молотов, 1949
- «Малышок». — Куйбишев, 1949
- «Малышок». — Іркутськ, 1949
- «Малышок». — Іваново, 1949
- «Малышок». — Л., 1949
- «Малышок». — М.-Л., 1949
- «Зелен камень», повість — М.-Л., 1949
- «Приключения юнги» — Свердловськ, 1951
- «Приключения юнги» — Сімферополь, 1952
- «Малышок». — Курськ, 1953
- «Малышок». — Новосибірськ, 1953
- «Первое имя», повість. — М.-Л., 1953
- «Первое имя», повість. — М., 1954
- «Безымянная слава», роман — М., 1957

## Нагороди та премії
- Сталінська премія третього ступеня (1948) — за повість «Малишок» (1947)